# Kajsa Bergström
Kajsa Bergström (ur. 3 stycznia 1981 w Sveg) – szwedzka curlerka, złota medalistka olimpijska z 2010, mistrzyni świata juniorów z 2000, siostra Anny Le Moine.
Bergström odnosiła sukcesy w karierze juniorskiej, pięciokrotnie jako członkini drużyny Matildy Mattsson ze Svegs Curlingklubb wygrywała mistrzostwa Szwecji juniorów.
W pierwszym występie na Mistrzostwach Świata Juniorów 1998 Szwedki dotarły do fazy finałowej, po przegranym półfinale z Japonią (Akiko Katō) zdołały zdobyć w spotkaniu przeciwko Szkocji (Julia Ewart) brązowe medale. Po roku zespół Mattsson ponownie znalazł się w małym finale zawodów, tym razem lepsze okazały się Kanadyjki (Marie-France Larouche). W 2000 reprezentantki Szwecji w meczu półfinałowym zwyciężyły nad Amerykankami (Laura Delaney) i w finale spotkały się z Kanadą (Stefanie Miller). Wynikiem 6:5 i przejęciem 10. endu za jeden kamień Szwedki zdobyły tytuły mistrzyń świata. Bergström nie obroniła złotego medalu w 2001, w finale Kanadyjki (Suzanne Gaudet) doprowadziły do dogrywki i wygrały ją dwoma punktami, spotkanie zakończyło się rezultatem 4:6. Ostatnim turniejem juniorskim Kajsy były MŚ 2002, do finału dotarła pokonując wcześniej Włoszki (Diana Gaspari). W meczu o mistrzostwo Szwedki uległy 6:7 reprezentantkom Stanów Zjednoczonych (Cassandra Johnson).
W latach 2000 i 2002 została wybrana do zespołu All-Star na pozycji trzeciej.
Po ukończeniu 21 lat Kajsa Bergström brała udział zarówno w mistrzostwach Szwecji i Elitserien jednak bez znaczących sukcesów. Wyjątkiem było dotarcie do finału mistrzostw kraju w sezonie 2008/2009, tam ekipa ze Sveg przegrała spotkanie przeciwko Stinie Viktorsson 1:8. 
Kajsa Bergström czterokrotnie reprezentowała Szwecję na arenie międzynarodowej jako rezerwowa w zespole Anette Norberg, w którym grała jej siostra Anna. Pomimo że nie wystąpiła w żadnym z 47 meczów, zdobyła srebrne medale Mistrzostw Europy 2008, Mistrzostw Świata 2009 oraz złoty medal Zimowych Igrzysk Olimpijskich 2010. 

## Drużyna
|           | Czwarta          | Trzecia                | Druga             | Otwierająca       |
| --------- | ---------------- | ---------------------- | ----------------- | ----------------- |
| 2007/2009 | Kajsa Bergström  | Lisa Löfskog-Södergren | Jenny Hammarström | Anki Nordqvist    |
| 1998/2002 | Matilda Mattsson | Kajsa Bergström        | Lisa Löfskog      | Jenny Hammarström |
| 1997/1998 | Matilda Mattsson | Maria Engholm          | Kajsa Bergström   | Lisa Löfskog      |

| Miksty    | Czwarty/-a      | Trzeci/-a       | Drugi/-a               | Otwierający/-a |
| --------- | --------------- | --------------- | ---------------------- | -------------- |
| 2007/2008 | Kajsa Bergström | Mathias Mabergs | Lisa Löfskog-Södergren | David Kallin   |